# Бафлин, Дастин
Да́стин Рэй Ба́флин (англ. Dustin Ray Byfuglien; 27 марта 1985, Миннеаполис, Миннесота, США) — американский хоккеист, защитник. Обладатель Кубка Стэнли 2010 в составе «Чикаго Блэкхокс».

## Биография
Дастин Бафлин родился в Миннеаполисе, штат Миннесота, в семье Шерил Бафлин и Рика Спенсера. Шерил Бафлин имеет норвежское происхождение, а Рик Спенсер афроамериканец. Позже Шерил переехала с сыном в Розо, штат Миннесота, чтобы быть ближе к своей семье, в то время как Рик остался в Миннеаполисе, чтобы продолжить обучение колледже; они так и не женились. В Розо Дастин и увлёкся хоккеем. Отчимом Дастина является Дэйл Смидсмо, который провёл четыре матча в составе «Торонто Мейпл Лифс» в 1972 году, а также ещё 110 игр за разные команды ВХА. Рик Спенсер выступал за футбольную команду университета Сент-Клауда.

## Карьера
На юниорском уровне выступал за команды Западной хоккейной лиги «Брандон Уит Кингз» и «Принс-Джордж Кугэрз». В 2003 году его задрафтовал клуб НХЛ «Чикаго Блэкхокс».
Первые два сезона Бафлин провёл попеременно за «Блэкхокс» и его фарм-клуб в АХЛ «Норфолк Эдмиралс». Свой первый матч за «Чикаго» провёл 1 марта 2006 года против «Нэшвилл Предаторз», в котором отметился забитой шайбой. Третий сезон начал в составе «Рокфорд Айсхогс», где в четырёх матчах набрал 6 (1+5) очков и был признан игроком недели. Всего до вызова в «Чикаго» набрал 7 (2+5) очков в восьми матчах. Являясь защитником по амплуа, в сезоне 2007/2008 тренеры «Блэкхокс» поставили Бафлина на правый фланг нападения с целью создать давление на пятаке соперника. 30 ноября 2007 года в матче против «Финикс Койотис» оформил свой первый хет-трик в НХЛ. Всего по итогам сезона забил 19 голов, отдал 17 передач и с 36 очками занял четвёртое место в списке лучших бомбардиров команды. В плей-офф Кубка Стэнли 2010 забил 11 голов, три из которых в финале, и выиграл Кубок Стэнли.
24 июня 2010 года «Чикаго» обменял Бафлина вместе с Брентом Сопелом, Беном Игером и Акимом Алиу в «Атланту Трэшерз». В «Атланте» его вернули на привычную позицию защитника. В середине сезона 2010/2011 был назначен альтернативным капитаном команды. Вместе с Тобиасом Энстрёмом представлял «Трэшерз» на матче звёзд 2011. 15 февраля 2011 года подписал с «Атлантой Трэшерз» пятилетний контракт на сумму $26 млн. После переезда «Атланты» в Виннипег выступал за «Виннипег Джетс».
8 февраля 2016 года продлил контракт с «Джетс» на 5 лет на общую сумму в $38 млн.
Перед сезоном 2019/20 не явился в тренировочный лагерь «Виннипега» за что был дисквалифицирован клубом на неопределённое время, а позже перенёс операцию на голеностопе. 17 апреля 2020 года контракт между игроком и «Виннипегом» был расторгнут по обоюдному согласию.

## Личная жизнь
Бафлин является заядлым рыбаком, и в 2011 году даже принимал участие в чемпионате по рыбалке на Рейни-Лейк.
31 августа 2011 года Бафлин был арестован на озере Миннетонка по подозрению в управлении лодкой в состоянии алкогольного опьянения. Он признал себя виновным и был приговорён к двум дням общественных работ 23 июля 2012 года.
Дастин Бафлин женат на Эмили Хендри, вместе воспитывают дочь Киру Рэй Бафлин, которая родилась 28 декабря 2011 года, а также ещё двоих детей.

## Статистика
| Легенда | Легенда                    | Легенда | Легенда                   | Легенда | Легенда    |
| ------- | -------------------------- | ------- | ------------------------- | ------- | ---------- |
| И       | Количество проведённых игр | Штр     | Штрафное время            | +/−     | Плюс-минус |
| Г       | Голы                       | П       | Голевые передачи          | О       | Очки       |
| -       | Статистика неизвестна      | —       | Статистика не учитывалась |         |            |